# Mendiola (Abadiano)
Mendiola es un barrio del municipio de Abadiano, en la provincia de Vizcaya, en el País Vasco (España). Su población es de 138 habitantes.

## Población
Mendiola no tiene un núcleo propio; sino que se trata de una agrupación de caseríos que se distribuyen bajos los picos Untzillaitz, Aitz Txiki y Alluitz.  Mendiola se ubica bajo el Untzillaitz. Larrigan al norte de Mendiola, sobre el cerro de Santiago; y Sagasta, en un pequeño collado, en las entradas de las sierras de Amboto.

## Naturaleza

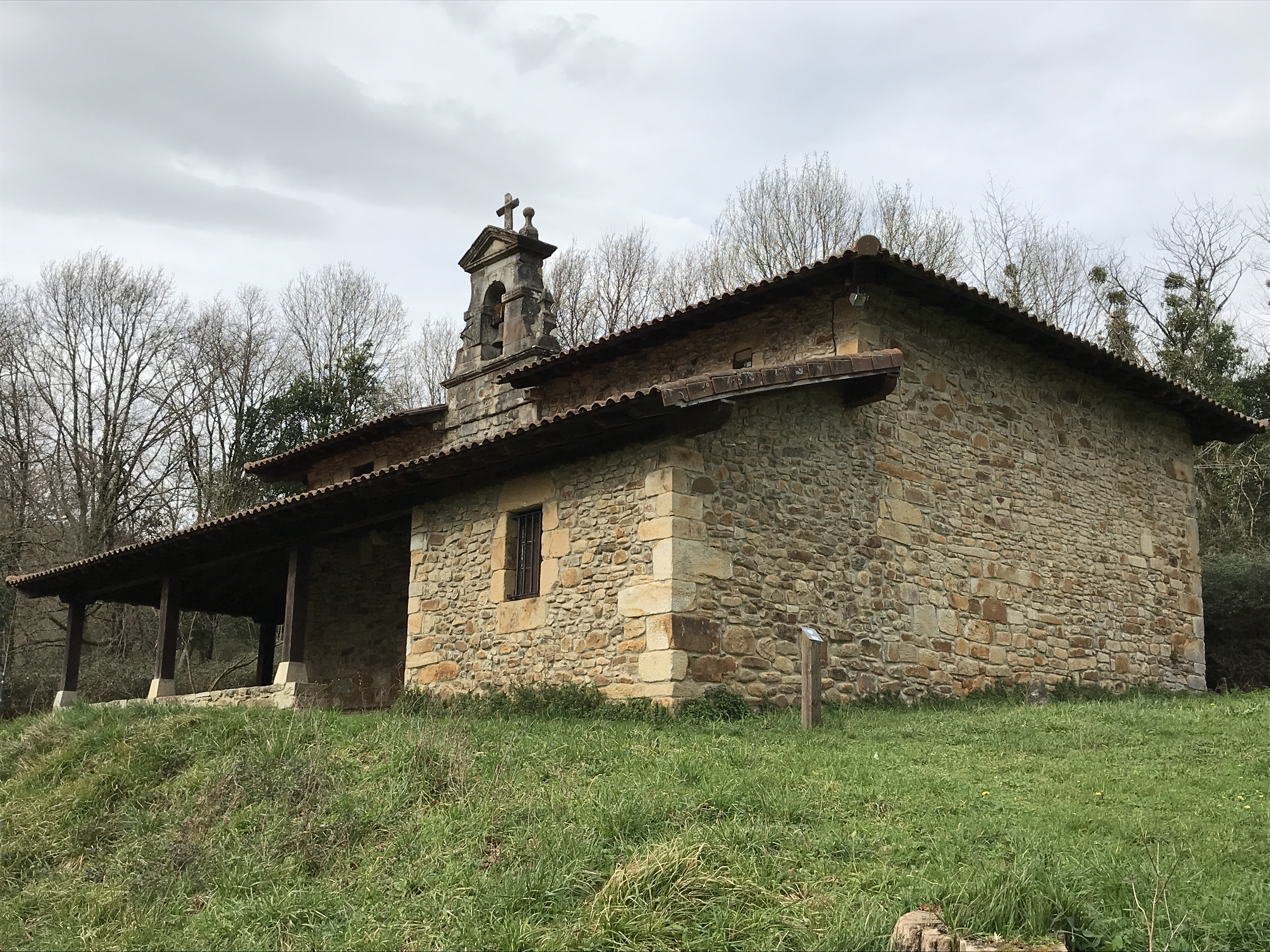
Ermita de San Cristóbal de Mendiola.

Mendiola es uno de los barrios más visitados de Abadiano; especialmente por los montañeros. Es la entrada de la sierra de Amboto; donde se encuentra las tres cimas del municipio: Untzillatz, Aitz Txiki y Alluitz. Aparte de estas peñas calizas; se encuentra un valle angosto donde forma un desfiladero entre Untzillatz y Aitz Txiki, un poco erosionado por los restos de una cantera de caliza, hoy abandonada.
El valle de Atsarte está compuesto por bosques completamente autóctonos con prados y pastos por la zona más alta, casi a la entrada de la anteiglesia de Urkiola, siendo una de las pistas que más se usa para acceder al famoso santuario. En el collado de Artola, es el puerto de acceso a los dos picos de Aitz Txiki y Alluitz, aparte de que en este collado, se encontraba una antigua fortaleza o castro medieval.

## Arquitectura civil y religiosa

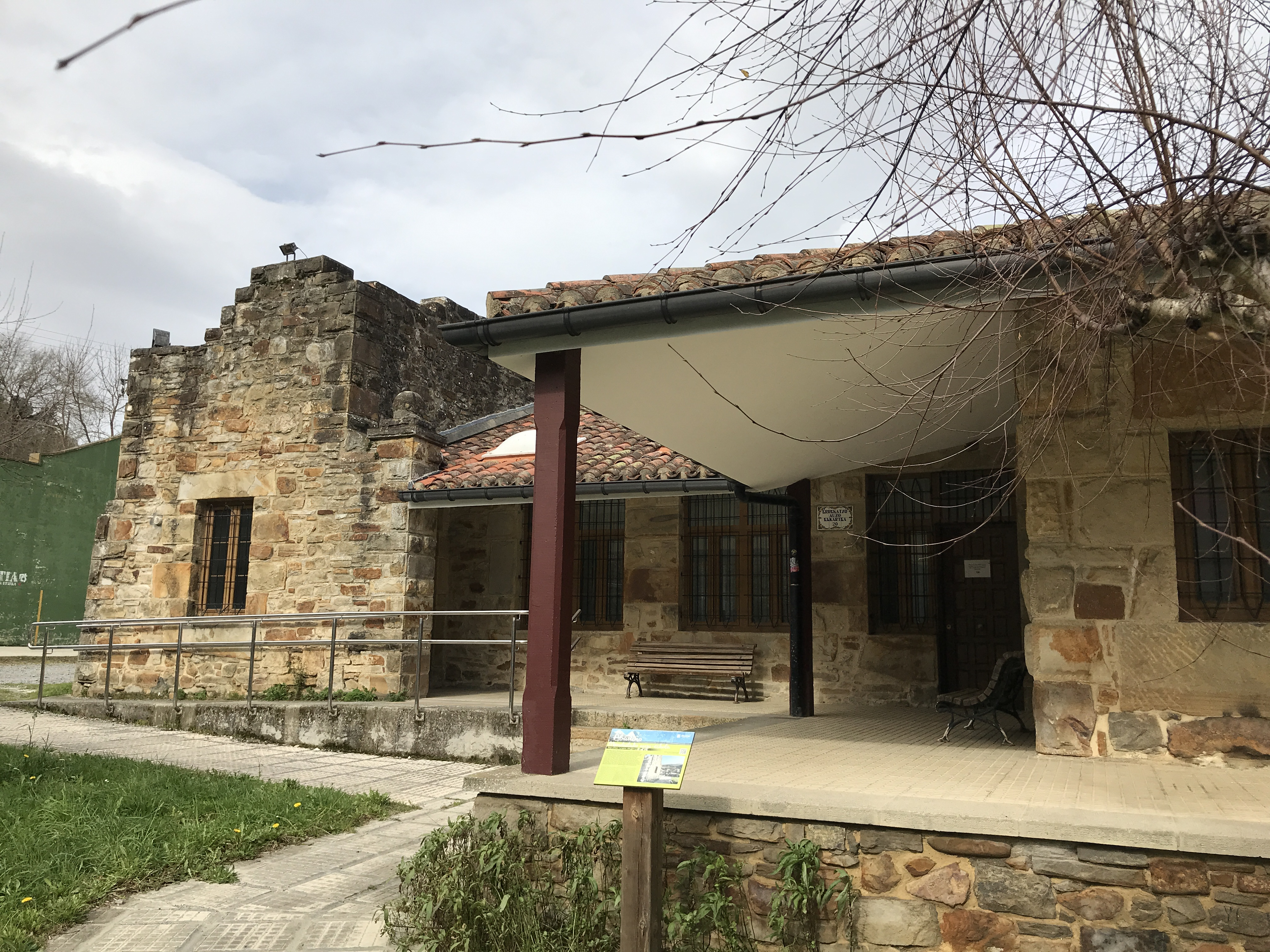
Escuelas de Mendiola.

En el entorno de Mendiola se ubican varias pieza de arquitectónicas de interés, todas ellas de pequeño porte pero muy unidas al hacer popular.  Destaca la calzada que une el barrio con el núcleo del municipio. se trata de una calzada medieval realizada con un pavimento de cantos rodados dispuestos entre sendos lindes realizados con grandes losas flanqueado por cunetas y cortados periódicamente por desagües. Esta calzada partía del Camino Real que por atxarte unía la meseta castellana con el duranguesado y la costa. Fue reformada y renovada en 1855.
En el barrio de Larringan, elevado sobre el resto del valle,  hay una curiosa construcción, se trata de un molino de viento, ya sin aspas, que se construyó en 1723 debido a la sequía de aquel año, no llegó a utilizarse, es uno de los pocos molinos de viento existentes en Vizcaya.
El núcleo de Mendiola está formado por caseríos renacentista del siglo XVI concentrados entorno de la pequeña ermita de San  Cristóbal de estilo renacentista y la escuela rural construida por la diputación de Vizcaya a principios del siglo XX. Cerca, justo debajo de Untzillaitz y Atiz  Txiki y dentro del Parque natural de Urkiola, se encuentra el desfiladero de Artxarte, antiguo paso del Camino Real, en donde, al lado de un puente y las ruinas de un molino, está la ermita del Santo Cristo de Atxarte, construida sobre la entrada de una cueva. El las parede de piedra caliza que conforman el desfiladero se ubica la llamada "Escuela de escalada de Atxarte" debido al gran número de vías de escalada de todo graduación y dificultad. Junto a ellas, hay varias cuevas y explotaciones mineras, tanto a cielo abierto como subterráneas, ya abandonadas. Alguna de estas cuevas, como Bolinkoba o la cueva sepulcral de Albistegi, se han hallado restos prehistóricos. Fueron estudiadas por José Miguel de Barandiaran en la primera mitad del siglo XX.
- Anexo:Escalada en el parque natural de Urkiola

El Sagasta, barrio de caseríos sobre la ladera de Aitz Txiki, se ubican las eremitas de Lucía y ya en Irazola la de Santa Eufemia donde existió  una necrópolis. y las desaparecidas erminas de Santa Ageda en Larringan, Sollabente en Mendiola  y el emplo y necrópolis de San Miguel de Irure en Sagasta.